# Филотас Папагеоргиу
Филотас Папагеоргиу (на гръцки: Φιλώτας Παπαγεωργίου) е виден гръцки юрист, политик, масон от началото на XX век.

## Биография
Роден е в Солун през 1882 г. Следва право в Атина и Цариград.
Практикува като адвокат в Солун до 1917 г. Подкрепя Гръцката въоръжена пропаганда в Македония. При него работи Димитриос Динкас след 1906 г.
Работи като прокурор в Коринт. В армията служи в Корпуса на военното правосъдие, като подполковник.
Влиза в политиката и е избран за депутат от Солун през 1926 – 1928 г. и става говорител на Държавния съвет. Избран е за член на Държавния съвет през януари 1929 г. По време на окупацията е затворен от германските власти. Умира в Атина в 1947 г.